# 香港銀行公會
香港銀行公會（Hong Kong Association of Banks）是香港銀行界的法定團體。
香港銀行公會於1981年成立，前身是香港外匯銀行公會。根據香港法例第364章《香港銀行公會條例》而成立，條例亦提供法定架構，令香港政府與銀行界交流意見。
香港的銀行除領有香港金融管理局發出的銀行牌照外，亦必須成為銀行公會會員才可在香港經營銀行業務。公會以整間銀行作為會員，由各銀行會員委任一名高級管理人員作代表。
香港銀行公會有3位永久會員，永久會員為香港的發鈔銀行，即香港上海滙豐銀行有限公司、中國銀行（香港）有限公司及渣打銀行（香港）有限公司。1996年起，銀行公會主席由3間永久會員銀行的高層人員輪流擔任，每年轉換一次。
公會內設委員會、諮詢委員會及紀律委員會3個主要委員會。其中，委員會下附有「其他專案委員會及工作小組」。
銀行公會曾經協議訂定香港的最優惠利率。但現時，最優惠利率並非由銀行公會訂定，而是由各間銀行自行決定。

## 利率
香港銀行公會每天11時15分（星期六及公眾假期除外）於網站公佈香港銀行同業拆息（HIBOR）。